# Número de Lundquist
Em física de plasmas, o número de Lundquist (denotado por {\displaystyle S} ou {\displaystyle Lu}) é uma razão adimensional da velocidade de Alfvén pela resistividade difusiva.  Em unidades do Sistema Internacional, ele é dado por
{\displaystyle S\equiv {\frac {\mu _{0}LV_{A}}{\eta }}},
onde {\displaystyle L} é uma escala de comprimento típico, {\displaystyle \mu _{0}} é a permeabilidade do vácuo, {\displaystyle V_{A}={\frac {B}{\sqrt {\mu _{0}\rho }}}} é velocidade de Alfvén para um plasma com campo magnético {\displaystyle B} e densidade {\displaystyle \rho }, e {\displaystyle \eta } é a resistividade do plasma. Números de Lundquist elevados indicam plasmas altamente condutores, enquanto baixos números de Lundquist indicam plasmas mais resistivos. Plasmas gerados em experimentos de laboratório possui tipicamente um número de Lundquist entre {\displaystyle 10^{2}-10^{8}}, enquanto em situações astrofísicas, o valor pode ultrapassar {\displaystyle 10^{20}}. Considerações a cerca do número de Lundquist são especialmente importantes em reconexão magnética.